# 华莱士·史蒂文斯
华莱士·史蒂文斯（Wallace Stevens，1879年10月2日—1955年8月2日），美国现代主义诗人。他出生在宾夕法尼亚州里丁，一开始就读于哈佛大学，后进入纽约大学法学院，大部分生涯在康涅狄格州哈特福德保险公司作执行工作。在1955年，他赢得了普利策诗歌奖。代表作有《冰淇淋皇帝》、《一只乌鸫的十三种看法》和《坛子轶事》等。
史蒂文斯是一位大器晚成的诗人。他早年籍籍无名，四十岁之后才出版第一部诗集。他死后在哈罗德·布鲁姆、海伦·文德勒、弗兰克·多格特等评论家和学者的研究和推崇下才名声大噪。哈罗德·布鲁姆认为，史蒂文斯在美国的文化“气候（climate）”中获得了巨大成功，是超越弗罗斯特、庞德、艾略特等人的伟大诗人。
史蒂文斯的大部分诗作为“观念诗”，其艰涩难懂且拒绝诗评家对其进行透彻的分析。他在诗歌中通过观察外部世界以解释他的观念、哲理与玄思。海伦·文德勒认为，史蒂文斯诗歌的两个特点在于其诗是“观念的诗”、“词句的诗”。